# Реал (фільм)
«Реа́л» — український документальний фільм 2024 року про російське вторгнення в Україну, знятий Олегом Сенцовим під час українського контрнаступу 2023 року. Усі події відбуваються в окопі, куди Сенцов із побратимами потрапляє після того, як їхній БМП підбивають росіяни. Він виступає в ролі посередника між бійцями, що залишилися на позиції «Реал», на честь якої і названий фільм, артилеристами, аеророзвідкою та командним штабом. Самого бою у стрічці не видно.

## Історія знімання
Олег Сенцов — український кінорежисер, сценарист і письменник. 2014 року затриманий російськими правоохоронцями в окупованому Криму та засуджений до 20 років позбавлення волі «за підготовку терактів». 2019 року, завдяки підтримці світових кіномитців і правозахисних організацій, звільнений у рамках українсько-російського обміну полоненими. Перебуваючи в ув'язненні, заочно отримав Шевченківську премію та Премію імені Сахарова за свободу думки. Невдовзі Сенцов зняв кіноадаптацію власної п'єси «Номери» (2020), а також кримінальний художній фільм «Носоріг» (2021). На початку повномасштабного російського вторгнення в Україну 2022 року він доєднався до київської тероборони, а згодом долучився до Збройних сил України, де в складі 47 ОМБр отримав звання молодшого лейтенанта.
«Реал» знятий на відеокамеру GoPro, розташованій на шоломі самого Сенцова. За словами режисера, українські військові часто в такий спосіб фільмують події на передовій, куди звичайні журналісти не мають змоги потрапити. Попри це він зізнався, що саме «Реал» був знятий випадково: під час одного з боїв Сенцов ненароком розпочав запис, коли поправляв камеру, перевіряючи її наявність. Уже пів року по тому режисер побачив велике відео на карті пам'яті, яке спочатку хотів просто видалити, але згодом, уважно переглянувши відзнятий матеріал і показавши його іншим, вирішив опублікувати.
На думку самого Сенцова, «Реал» є не стільки фільмом, скільки «документом», що зафіксував справжні трагічність, тупість і безглуздість війни, яку в інших стрічках часто зображають надто «героїчною». Він визнав, що для багатьох українців перегляд такого «правдивого» фільму може бути болісним, утім заявив, що, замість ігнорування реальності, «правді треба дивитися у вічі». Режисер припустив, що такі стрічки варто показувати цивільним, щоби вони розуміли, наскільки ризикованою є робота військових. Також він додав, що «Реал» міг би зайвий раз нагадати європейцям про Україну та важливість її підтримки.
Стрічка, що триває 90 хвилин і по суті є одним суцільним кадром. Серед кінокомпаній, відповідальних за створення фільму: українські «Артхаус Трафік» і «Край Кінема», хорватська Propeler Film і британська Downey Ink. Його продюсерами стали сам Сецнов, Денис Іванов, Майк Дауні, Борис Т. Матич і Лана Матич.

## Прем'єра та прокат
Світова прем'єра «Реалу» відбулася 30 червня 2024 року на кінофестивалі у Карлових Варах, Чехія. Незадовго до показу Олег Сенцов зустрівся з президентом країни Петром Павелом, який висловив свою підтримку Україні у війні з Росією та, говорячи про фільм, припустив, що «показ реальності в такому жорстокому форматі буде сильним посланням для всіх». Художній керівник фестивалю Карел Ох, представляючи «Реал» та його знімальну групу, зазначив, що демонстрація фільму була не лише їхнім художнім рішенням, але й актом солідарності з українцями у боротьбі проти агресора. Після показу стрічки авдиторія, серед якої, зокрема, був американський актор Вігго Мортенсен, привітала режисера бурхливими оваціями.